# Arractocetus bruijni
Arractocetus bruijni är en skalbaggsart som först beskrevs av Raffaello Gestro 1874.  Arractocetus bruijni ingår i släktet Arractocetus och familjen varvsflugor. Inga underarter finns listade i Catalogue of Life.